# Shinichiro Kuwada
Shinichiro Kuwada (Hiroshima, 6 december 1986) is een Japans voetballer.

## Clubcarrière
Shinichiro Kuwada speelde tussen 2005 en 2010 voor Sanfrecce Hiroshima. Hij tekende in 2011 bij Fagiano Okayama FC.